# Petra (film)
Pour l’article homonyme, voir Petra.
Pour plus de détails, voir Fiche technique et Distribution.
Petra est un film espagnol réalisé par Jaime Rosales, sorti en 2018. Cette tragédie vaut à son réalisateur de venir pour la cinquième fois au festival de Cannes.

## Synopsis
Après la mort de sa mère, Petra se met à la recherche de son père, qu'elle n'a pas connu. Elle croit le retrouver en Jaume, sculpteur célèbre, vieillissant, égocentrique, manipulateur, cruel. Elle fait également la connaissance de son demi-frère Lucas.

## Fiche technique
- Réalisation : Jaime Rosales
- Scénario : Michel Gaztambide, Clara Roquet, Jaime Rosales
- Directrice de la photographie : Hélène Louvart
- Musique : Kristian Eidnes Andersen
- Décors : Victoria Paz Alvarez
- Montage ; Lucia Casal
- Son : Carlos Garcia
- Directrices de casting : Sara Bilbatua, Maria Rodrigo
- Producteurs : José Maria Rosales, Antonio Chavarrias, Jérôme Dopffer, Katrin Pors
- Sociétés de production : Fresdeval Films, Oberon Cinematografica, Les Productions Balthazar, Snowglobe Films
- Pays d'origine :  Espagne -  France -  Danemark
- Langue originale : espagnol, catalan
- Durée : 107 minutes
- Dates de sortie :
  - Festival de Cannes (Quinzaine des réalisateurs) : 10 mai 2018
  - Espagne : 10 octobre 2018

## Distribution
- Bárbara Lennie : Petra
- Alex Brendemühl : Lucas Navarro
- Joan Botey : Jaume Navarro
- Marisa Paredes : Marisa Navarro
- Petra Martínez : Julia
- Carme Pla : Teresa
- Oriol Pla : Pau
- Chema del Barco : Juanjo
- Natalie Madueño : Martha

## Montage
Le film est découpé en chapitres montés dans le désordre.

## Accueil critique
Le film est mal accueilli à Cannes : Libération parle d'une de « telenovela arty », « chichiteuse imposture »  sans émotion ni passion ; France Info d'« œuvre dépressive », « sans aucun humour », malgré tout « sauvée par l’interprétation des acteurs principaux ». Les Inrocks, d'habitude défenseurs du réalisateur, donnent au film la note de zéro.